# 阿什兰县 (俄亥俄州)

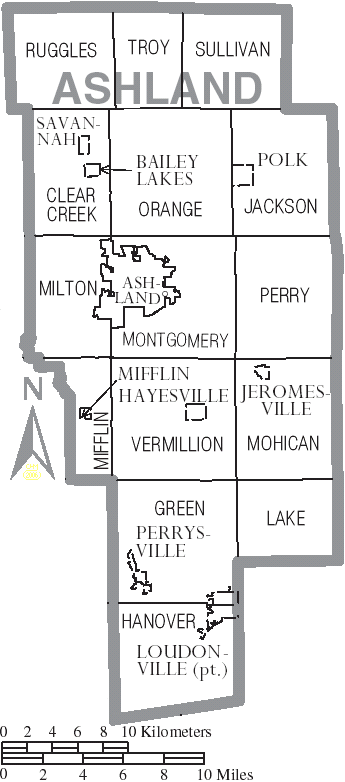
俄亥俄州阿什兰縣的地圖

阿什兰縣（英語：Ashland County）是美國俄亥俄州中北部的一個縣。面積1,106平方公里。根據美國2000年人口普查，共有人口52,523。縣治阿什兰。 
成立於1846年。縣名來自參議員亨利·克萊在肯塔基州勒星頓附近的家。

## 機場
阿什兰县機場（英語：Ashland County Airport）是美国俄亥俄州阿什兰县的一家民用机场，机场位于阿什兰市东北3.5英里处(5.6千米)。

## 城市
- 愛許蘭市